# Kanji Dol
Kanji Dol este o localitate din comuna Idrija, Slovenia.